# Henriette Gärtner
Henriette Gärtner (* 1975 in Freudenstadt) ist eine deutsche Pianistin.

## Leben und Wirken
Henriette Gärtner wurde in Freudenstadt geboren und begann bereits im Alter von drei Jahren Klavier zu spielen. Zwei Jahre später gab sie ihr erstes größeres Konzert in Stuttgart. Sie wuchs im Ortsteil Unterschwandorf der Gemeinde Neuhausen ob Eck auf und machte am Martin-Heidegger-Gymnasium in Meßkirch Abitur.
Begleitet vom renommierten Kammerorchester „Festival Strings Lucerne“ machte die Achtjährige 1983 international auf sich aufmerksam, als sie beim Lucerne Festival auftrat. Damals konzertierte die fortan in Deutschland als Wunderkind bekannte Pianistin auch zusammen mit dem Stuttgarter Kammerorchester beim Musikfestival in Colmar. In den folgenden Jahren gewann Henriette Gärtner eine Reihe von Klavierwettbewerben, zuletzt die International Masterplayers Competition im schweizerischen Lugano. Daneben praktizierte sie die Sportart Twirling, in der sie 1995 Deutsche Meisterin in der Disziplin Solo Freestyle war, nachdem sie bereits 1993 und 1994 Meisterschaften in den Kategorien Jugend und Duo gewonnen hatte.
Ihre musikalische Ausbildung ergänzte Henriette Gärtner durch Interpretations- und Meisterkurse bei Persönlichkeiten wie Rudolf Buchbinder, Viktor Merzhanov, Karl-Heinz Kämmerling, Christian Zacharias, Thomas Lange, Leslie Howard, Sergio Perticaroli, Günter Reinhold und Peter Feuchtwanger.
Von 2001 bis 2005 studierte Henriette Gärtner an der Accademia Pianistica Internazionale Incontri col Maestro in Imola bei Leonid Margarius, einem Schüler von Regina Horowitz. Sie beendete die Akademie erfolgreich mit dem Diplom. Zusätzlich wurde sie 2003 in die Scuola Pianistica di perfezionamento L. Margarius aufgenommen.
Ihre Konzerttätigkeit führte Henriette Gärtner in die musikalischen Zentren Deutschlands, der Schweiz, Frankreichs, Italiens, Englands, Österreichs, sowie nach Monte Carlo, in die USA, nach Südamerika und Südafrika. Hinzu kamen Einladungen namhafter Orchester unter Dirigenten wie Karl Münchinger, Rudolf Baumgartner, Petr Altrichter, Thomas Kalb, Richard Schumacher, Thomas Koncz, Howard Griffiths, Elyakum Shapirra, Gerd Albrecht und Edouard de Stoutz. Henriette Gärtner wurde wiederholt von der europäischen Beethoven-Gesellschaft nach London in St. Martin in the Fields, 2008 in St. James’s Piccadilly sowie 2012 von der Chopin-Society mit Klavierabend in Westminster Cathedral Hall eingeladen. Darüber hinaus spielte Henriette Gärtner 2008 unter anderem für die Associazione Mozart Italia und die Robert-und-Clara-Schumann-Gesellschaft in Leipzig.
Sie ist Stipendiatin der Kunststiftung Baden-Württemberg, der Stiftung für internationale Meisterkurse für Musik Zürich, der Internationalen Musikbegegnungsstätte Haus Marteau in Lichtenberg und der Deutsch-Italienischen Gesellschaft in Como/Italien.
Neben Rundfunksendungen (wie 2008 im Kulturradiosender SWR2) entstanden auch einige Fernsehporträts wie z. B. Treffpunkt Fernsehturm, Anneliese Rothenberger stellt vor, Wunderkinder und Junge Interpreten mit Henriette Gärtner. 2003 erschien Henriette Gärtners dritte CD Kontraste mit Werken u. a. von Bach/Busoni, Schubert, Chopin, Paderewski und Franck. Seit 2004 folgten außerdem DVD-Veröffentlichungen von Konzerten in Stuttgart und London.
Nicht nur meisterhaft, sondern genial, so der „Kritikerpapst“ Joachim Kaiser (der wohl einflussreichste deutschsprachige Musik-, Literatur- und Theaterkritiker in der zweiten Hälfte des 20. Jahrhunderts) über Henriette Gärtners jüngste CD LUNA, in der er die sogenannte Mondscheinsonate als phantastisches Drama charakterisiert, das ihm tiefen Eindruck gemacht habe. Er bedankt sich bei der Pianistin für eine nicht nur meisterhafte, sondern genial direkte Interpretation.
Aus Interesse und Freude am Unterrichten studierte Henriette Gärtner darüber hinaus noch den Studiengang der Sportwissenschaften und der Romanistik an der Universität Konstanz und beendete ihre Studien mit dem 2. Staatsexamen. Währenddessen vertiefte sie sich in den Bereich der Musikmedizin / Musikphysiologie und schrieb im Jahre 2000 ihre Examensarbeit im Fachbereich der Bewegungsphysiologie über das Thema Vergleichende biomechanische und sportmedizinische Untersuchungen zur Belastung und Beanspruchung bei Konzertpianisten und Leistungssportlern.
Neben ihrer internationalen Karriere als Pianistin promovierte Henriette Gärtner an der Universität Konstanz im Fachgebiet der Bewegungsphysiologie/Biomechanik über das Thema Über den Zusammenhang von Klang, Kraft und Kinematik beim Klavierspiel – aufgezeigt an Werken aus der Klavierliteratur (Dr. rer. nat.) und schloss ihre Promotion mit dem Gesamtprädikat summa cum laude (ausgezeichnet) im Juli 2011 ab.
Im August 2013 erschien Henriette Gärtners Dissertation als Buch mit dem Titel Klang, Kraft und Kinematik beim Klavierspiel mit dem Untertitel Über ihren Zusammenhang aufgezeigt an Werken aus der Klavierliteratur im Verlag Wißner. Das Buch enthält eine CD mit Hörbeispielen.
Derzeit (2022) hat Henriette Gärtner an der Hochschule für Musik Trossingen einen Lehrauftrag für Musik und Medizin.

## Diskografie
CD
- Die Pianistin mit Werken von…. 1996.
- Faszination Musik. 1998.
- Kontraste. 2002.
- Imperial. 2009.
- Baba Yaga. 2011.
- Luna. 2012.
- Anima. 2014.
- Spektrum. 2015.
- Tastenzauber. 2017.
- Stella. 2018.
- Miniaturen. 2019.

DVD
- Henriette Gärtner Live in London 2006 St. Martin in the Fields.
- Henriette Gärtner Live in Stuttgart 2007.
- Henriette Gärtner Live in London 2008.
- Henriette Gärtner Live in London 2010 St. John's Smith Square.

## Erfolge im Twirling (Auszug)
- 1993, 1994: Meisterschaften in den Kategorien Jugend und Duo[2]
- 1995: Deutsche Meisterin in der Disziplin Solo Freestyle[2]